# Genaro Castillo
Luis Genaro Castillo Martínez (ur. 25 maja 1993 w Monterrey) – meksykański piłkarz występujący na pozycji lewego pomocnika.

## Kariera klubowa
Castillo pochodzi z miasta Monterrey i początkowo trenował w akademii juniorskiej tamtejszego CF Monterrey, lecz jako szesnastolatek zmienił barwy klubowe, przenosząc się do lokalnego rywala – ekipy Tigres UANL. Do pierwszego zespołu został włączony w wieku dwudziestu lat przez szkoleniowca Ricardo Ferrettiego, po kilku latach występów w czwartoligowych i trzecioligowych rezerwach. Pierwszy mecz rozegrał w nim w sierpniu 2013 z Zacatepec (2:1) w ramach krajowego pucharu (Copa MX) i w wiosennym sezonie Clausura 2014 triumfował z Tigres w tych rozgrywkach. W Liga MX zadebiutował 19 lipca 2014 w zremisowanym 0:0 spotkaniu z Atlasem, w tym samym, jesiennym sezonie Apertura 2014 zdobywając wicemistrzostwo kraju. Wobec wielkiej konkurencji w linii pomocy sporadycznie pojawiał się jednak na ligowych boiskach. W 2015 roku dotarł do finału południowoamerykańskich rozgrywek Copa Libertadores, natomiast w sezonie Apertura 2015 wywalczył z ekipą Ferrettiego mistrzostwo Meksyku (zanotował wówczas jeden występ). W 2016 roku doszedł natomiast do finału Ligi Mistrzów CONCACAF.
| Sezon     | Klub                 | Kraj   | Rozgrywki        | Mecze    | Bramki   |
| --------- | -------------------- | ------ | ---------------- | -------- | -------- |
| 2008/2009 | Rayados de Monterrey | Meksyk | Tercera División | 14       | 0        |
| 2009/2010 | Tigres SD            | Meksyk | Tercera División | 19       | 4        |
| 2010/2011 | Tigres SD            | Meksyk | Tercera División | 1        | 0        |
| 2011/2012 | Cachorros UANL       | Meksyk | Segunda División | 13       | 2        |
| 2012/2013 | Tigres UANL          | Meksyk | Liga MX          | juniorzy | juniorzy |
| 2013/2014 | Tigres UANL          | Meksyk | Liga MX          | juniorzy | juniorzy |
| 2014/2015 | Tigres UANL          | Meksyk | Liga MX          | 4        | 0        |
| 2015/2016 | Tigres UANL          | Meksyk | Liga MX          |          |          |